# Joe Dempsie
Joe Dempsie (né Joseph Maxwell Dempsie) est un acteur britannique né le 22 juin 1987 à Liverpool. Il est surtout connu pour avoir joué les rôles de Chris Miles dans la série télévisée britannique Skins, et de Gendry dans Game of Thrones.

## Biographie
Joe Dempsie est né le 22 juin 1987 à Liverpool, Angleterre.
Il a une sœur, Lauren Dempsie.
Il a étudié à la Central Junior Television Workshop et à la West Bridgford School, Nottingham.

## Carrière
Entre 2006 et 2008, il joue le rôle de Chris Miles dans la série britannique Skins.
Il a joué dans plusieurs séries médicales anglaises dont Doctors, Peak Practice et Sweet Medicine.
Il a tourné dans la saison 4 de Doctor Who.
En 2010, il joue dans la mini-série This is England '86, ainsi dans ses suites This Is England '88 et This Is England '90.
Entre 2011 et 2019, il joue dans la série Game of Thrones, il joue le personnage de Gendry, qui le révèle au grand public. Il a joué dans les trois premières saisons, avant de revenir dans les saisons 7 et 8.
En 2011, il joue le rôle de John dans la série The Fades, diffusée également sur la BBC.
En 2022, il retrouve Jessica Barden après le téléfilm Ellen dans la mini-série Son vrai visage.

## Filmographie

### Cinéma

#### Longs métrages
- 2002 : Heartlands de Damien O'Donnell : Craig
- 2003 : One for the Road de Chris Cooke : Un homme
- 2009 : The Damned United de Tom Hooper : Duncan McKenzie
- 2010 : Edge de Carol Morley : Philip
- 2011 : Blitz d'Elliott Lester : Le policier dans la voiture
- 2014 : Monsters : Dark Continent de Tom Green : Frankie
- 2015 : Burn Burn Burn de Chanya Button : James
- 2017 : Dark River de Clio Barnard : David
- 2018 : Been So Long de Tinge Krishnan : Kestrel

#### Courts métrages
- 2009 : Spirited de Lewis Arnold : Dean
- 2011 : Happy Clapper de Tom Marshall : Marshy
- 2011 : Cardinal de Jack Curtis : Un homme
- 2017 : StarGirl de James Price : Un homme
- 2017 : Come Out of the Woods de Jonny Blair : Ally
- 2018 : Eighteen Weeks d'Edward Boase : Craig Tomlin
- 2020 : Aftertaste de Chloe Wicks : Alfie

### Télévision

#### Séries télévisées
- 2000 : Médecins de l'ordinaire (Peak Practice) : Leon
- 2001 / 2004 : Doctors : Lee Lindsay / Danny
- 2003 : Sweet Medicine : Ben Campbell
- 2005 : Born and Bred : Humphrey 'Bogie' Locke
- 2007 - 2008 : Skins : Christopher Miles "Chris"
- 2008 : The Damned United
- 2008 : Doctor Who : Cline
- 2008 : Merlin : 'William de Ealdor"
- 2010 : This Is England '86 : Higgy
- 2010 : Devil in the Fog : George Treet / George Dexter
- 2011 : The Fades : John
- 2011 : This Is England '88 : Higgy
- 2011 : Moving On : Kieran Murphy
- 2011 - 2013 / 2017 / 2019 : Game of Thrones : Gendry Waters-Baratheon
- 2012 : Accused : Martin Cormack
- 2013 : Southcliffe : Chris Cooper
- 2013 - 2014 : New Worlds : Ned
- 2015 : This is England '90 : Higgy
- 2016 : One of Us : Un tueur parmi nous (One of Us) : Rob Elliot
- 2018  - 2019 : Deep State : Harry Clarke
- 2020 : Adult Material : Rich
- 2021 : Love, Death and Robots : Laird (voix)
- 2022 : Son vrai visage (Pieces of Her) : Nick Harp
- 2025 : Toxic Town : Derek Mahon

#### Téléfilms
- 2015 : The Gamechangers d'Owen Harris : Jamie King
- 2016 : Ellen de Mahalia Belo : Jason

### Jeu vidéo
- 2015 : Final Fantasy XIV : Heavensward : Arbert / Le guerrier des ténèbres (voix)